# Josef Holub (politik)
Josef Holub (* 12. září 1951) je český manažer polostátních firem (počátkem 21. století generální ředitel podniku ČEZ Distribuce) a bývalý politik, v 90. letech 20. století poslanec České národní rady a Poslanecké sněmovny za ODS.

## Biografie
V roce 1971 absolvoval Střední průmyslovou školu strojní a dopravní Děčín a roku 1976 České vysoké učení technické v Praze, fakultu strojního inženýrství. V letech 1976–1991 byl vývojovým pracovníkem v podniku FEROX Děčín. Pak v letech 1991–1992 pracoval v Bytovém podniku Děčín jako vedoucí tepelného hospodářství.
Ve volbách v roce 1992 byl zvolen do České národní rady za ODS (volební obvod Severočeský kraj). Zasedal v hospodářském výboru.
Od vzniku samostatné České republiky v lednu 1993 byla ČNR transformována na Poslaneckou sněmovnu Parlamentu České republiky. Mandát v ní obhájil ve volbách v roce 1996. V letech 1995–1998 byl předsedou hospodářského výboru sněmovny a v období let 1992–1998 zároveň zastával post místopředsedy poslaneckého klubu ODS.
V roce 1993 byl zvolen místopředsedou prezídia Fondu národního majetku. V době rozkolu ODS na přelomu let 1997–1998 zpočátku naznačoval, že vysloví důvěru nové vládě Josefa Tošovského. Při hlasování o důvěře pak skutečně nový úřednický kabinet podpořil, ale členem poslaneckého klubu ODS zůstal. Pochází z Děčína.
V sněmovních volbách roku 1998 neúspěšně kandidoval za ODS.
Na jaře 1998 byl odvolán z vedení Fondu národního majetku, ale v květnu téhož roku se stal členem dozorčí rady firmy Unipetrol. V roce 2003 nastoupil na post předsedy představenstva firmy Severočeská energetika. A krátce poté by jmenován generálním ředitelem této energetické společnosti. Roku 2004 získal i post jednoho z viceprezidentů Svazu průmyslu a dopravy. V roce 2007 se stal generálním ředitelem podniku ČEZ Distribuce. V té době již v této firmě působil jako specialista legislativní agendy. Zároveň se uvádí coby člen správní rady VZP. Je zmiňován jako autor a spoluautor jedenácti přihlášek vynálezů, z nichž u šesti bylo dosaženo patentové ochrany. Byl ženatý a měl dvě dcery. V únoru 2010 z postu předsedy představenstva ČEZ Distribuce odešel na vlastní žádost. Mladá fronta DNES uvedla, že důvodem k odchodu byla kritika ze strany vlády za to, že umožnil vydání příliš vysokého počtu povolení na instalaci fotovoltaických komplexů. Nadále si udržel post viceprezidenta Svazu průmyslu a dopravy.
Ve volbách do Senátu PČR v roce 2014 kandidoval za ODS v obvodu č. 33 – Děčín. Se ziskem 6,64 % hlasů skončil na 6. místě a nepostoupil tak ani do druhého kola.